# Сантакроче, Фабиано
Фабиано Сантакроче (итал. Fabiano Santacroce; 24 августа 1986, Камасари) или Фабиано Сантакросе (порт. Fabiano Santacroce) — итальянский футболист, центральный защитник и капитан клуба «Кунео».

## Карьера
Фабиано Сантакроче родился в семье итальянца и темнокожей бразильянки. В возрасте 2 лет он переехал в Италию, в Брианцу. Он начал свои футбольные выступления сначала в клубе «Бругерио», а затем в «Беллуско». Затем он играл в футбольной школе города Корреццана, откуда перешёл в «Комо». В сезоне 2004/05 Сантакроче дебютировал в основном составе клуба. После банкротства «Комо», футболист остался без команды и перешёл в «Брешиа». В возрасте 19 лет он дебютировал в Серии В, проведя 2 игры. В последующие сезоны, игрок смог завоевать место в основе клуба, где провёл 3 года.
29 января 2008 года Сантакроче перешёл в состав «Наполи», заплативший за трансфер защитника 5,5 млн евро. Фабиано стал третьим игроком «Брешиа», который перешёл в стан неаполитанцев в течение 6 месяцев. 2 февраля он дебютировал в составе «азурри» в матче серии А с «Удинезе», в котором его клуб победил 3:1. Он смог быстро завоевать место в основе клуба, проведя в первые половину сезона 13 игр. В том же сезоне Сантакроче стал участником конфликта с одноклубником Эсекилем Лавесси: на ужине, организованном Мануеле Блази, Фабиано, в ответ на шутку Лавесси, бросил в аргентинца бокал; дальнейшей эскалации конфликта помешали одноклубники, успокоившие Лавесси. В июле 2008 года Сантакроче получил небольшую травму.
В сезоне 2008/09 Сантакроче провёл 30 матчей. Следующий сезон начался для него тяжело: 23 сентября 2009 года, в матче с «Интернационале», получил травму мениска на правом колене, вследствие чего был прооперирован. 26 февраля 2010 года Сантакроче получил травму мениска, на этот раз на левом колене. Лишь 18 апреля, в игре с «Бари», он вернулся на поле и провёл оставшиеся матчи чемпионата. В общей сложности Сантакроче пропустил 7 месяцев, сыграв лишь в 5 матчах сезона.
1 июля 2011 года Сантакроче был арендован клубом «Парма» в рамках перехода в «Наполи» Блерима Джемаили. 15 октября он дебютировал в составе «Пармы» в матче против своего бывшего клуба, «Наполи», выйдя на замену на 87 минуте встречи.

## Международная карьера
21 августа 2007 года Сантакроче дебютировал в составе молодёжной сборной Италии в товарищеской игре с Францией, в которой итальянцы победили 2:1, заменив по ходу игры Марко Андреолли. 21 ноября 2007 года Фабиано был удалён за удар локтем в игре с молодёжной сборной Фарерских островов из-за чего был на долгое время дисквалифицирован и пропустил из-за этого Олимпиаду 2008. Лишь спустя год после начала дисквалификации он смог принимать участие в международных матчах. 18 ноября 2008 года, впервые после годичного перерыва, он сыграл матч с Германией. Несмотря на это, игрок не попал в заявку на молодёжный чемпионат Европы 2009.
5 октября 2008 года Сантакроче впервые был вызван в состав первой сборной Италии на матчи квалификации чемпионата мира с Болгарией и Черногорией, но на поле не выходил.

## Личная жизнь
Сантакроче помолвлен с моделью и танцовщицей Барбарой Петрилло.

## Статистика
| Выступление      | Выступление      | Выступление      | Чемпионат | Чемпионат | Кубок | Кубок | Континент. | Континент. | Итого | Итого |
| Клуб             | Лига             | Сезон            | Игры      | Голы      | Игры  | Голы  | Игры       | Голы       | Игры  | Голы  |
| ---------------- | ---------------- | ---------------- | --------- | --------- | ----- | ----- | ---------- | ---------- | ----- | ----- |
| Комо             | Серия С1         | 2004/05          | 13        | 0         | 0     | 0     | —          | —          | 13    | 0     |
| Комо             | Итого            | Итого            | 13        | 0         | 0     | 0     | —          | —          | 13    | 0     |
| Брешиа           | Серия В          | 2005/06          | 2         | 0         | 0     | 0     | —          | —          | 2     | 0     |
| Брешиа           | Серия В          | 2006/07          | 25        | 2         | 1     | 0     | —          | —          | 26    | 2     |
| Брешиа           | Серия В          | 2007/08          | 16        | 1         | 1     | 0     | —          | —          | 17    | 1     |
| Брешиа           | Итого            | Итого            | 43        | 3         | 2     | 0     | —          | —          | 45    | 3     |
| Наполи           | Серия А          | 2007/08          | 13        | 0         | 0     | 0     | —          | —          | 13    | 0     |
| Наполи           | Серия А          | 2008/09          | 27        | 0         | 1     | 0     | 2          | 0          | 30    | 0     |
| Наполи           | Серия А          | 2009/10          | 4         | 0         | 1     | 0     | —          | —          | 5     | 0     |
| Наполи           | Серия А          | 2010/11          | 11        | 0         | 1     | 0     | 2          | 0          | 14    | 0     |
| Наполи           | Итого            | Итого            | 55        | 0         | 3     | 0     | 4          | 0          | 62    | 0     |
| Парма            | Серия А          | 2011/12          | 12        | 0         | 1     | 0     | —          | —          | 13    | 0     |
| Парма            | Серия А          | 2012/13          | 8         | 0         | 1     | 0     | —          | —          | 9     | 0     |
| Парма            | Серия А          | 2014/15          | 15        | 0         | 2     | 0     | —          | —          | 17    | 0     |
| Парма            | Итого            | Итого            | 35        | 0         | 4     | 0     | —          | —          | 39    | 0     |
| → Падова         | Серия В          | 2013/14          | 20        | 0         | 0     | 0     | —          | —          | 20    | 0     |
| → Падова         | Итого            | Итого            | 20        | 0         | 0     | 0     | —          | —          | 20    | 0     |
| Тернана          | Серия В          | 2015/16          | 2         | 0         | 0     | 0     | —          | —          | 2     | 0     |
| Тернана          | Итого            | Итого            | 2         | 0         | 0     | 0     | —          | —          | 2     | 0     |
| Юве Стабия       | Серия C          | 2016/17          | 10        | 0         | 0     | 0     | —          | —          | 10    | 0     |
| Юве Стабия       | Итого            | Итого            | 10        | 0         | 0     | 0     | —          | —          | 10    | 0     |
| Кунео            | Серия C          | 2018/19          | 30        | 0         | 0     | 0     | —          | —          | 30    | 0     |
| Кунео            | Итого            | Итого            | 30        | 0         | 0     | 0     | —          | —          | 30    | 0     |
| Всего за карьеру | Всего за карьеру | Всего за карьеру | 208       | 3         | 9     | 0     | 4          | 0          | 221   | 3     |